# Manuel Pardo (asesino serial)
Manuel "Manny" Pardo Jr. (24 de septiembre de 1956 - 11 de diciembre de 2012) fue un asesino en serie estadounidense y ex oficial de policía anteriormente empleado por la Patrulla de Caminos de Florida y el Departamento de Policía de Sweetwater. Entre enero y abril de 1986 mató a nueve víctimas conocidas. Fue declarado culpable de nueve cargos de asesinato en primer grado, por los que fue condenado a muerte ; fue ejecutado en diciembre de 2012.

## Vida temprana y carrera policial
Manuel Pardo nació en Nueva York el 24 de septiembre de 1956. Ex veterano de los Boy Scouts y del Cuerpo de Marines, Pardo comenzó su carrera policial en la Patrulla de Caminos de Florida, donde se graduó con las mejores calificaciones de la academia. Sin embargo, fue despedido de esa agencia en 1979 por falsificar multas de tránsito. Pardo pronto fue contratado por el departamento de policía de Sweetwater, Florida, ubicado en el condado de Miami-Dade.

## Carrera criminal y juicio
Después de algunos roces con las autoridades, incluido un incidente que involucró mentir a los investigadores, el puesto de Pardo en el Departamento de Policía de Sweetwater fue despedido. Pardo se involucró en el tráfico de drogas y, en enero de 1986, mató a sus dos primeras víctimas conocidas, Mario Amador y Roberto Alonso, con una pistola Ruger calibre 22 durante un robo.
Más tarde ese mes, Pardo mató a Michael Millot, un activista haitiano anti- Duvalier, a quien creía que era un informante de la policía. Millot era un armero que anteriormente había suministrado a Pardo silenciadores para sus armas. El compañero de Pardo de la policía de Sweetwater, Rolando García, atrajo a Millot a un automóvil perteneciente a la esposa de Pardo, donde el propio Pardo ya estaba esperando en el asiento trasero. Una vez que Millot llegó y se ubicó en el asiento del pasajero delantero del auto, Pardo le disparó fatalmente en la cabeza con una pistola 9 mm. Más tarde se descubrió que el coche había sido retapizado.
En febrero de 1986, Pardo mató a Luis Robledo y Ulpiano Ledo durante un robo en su casa. Dos meses después, Pardo se cobró cuatro víctimas en dos incidentes separados: Fara Quintero y Sara Musa fueron asesinadas por una discusión sobre un anillo empeñado por valor de 50 dólares y por negarse a comprarle a Pardo una videograbadora con tarjetas de crédito robadas. Más tarde, Pardo afirmó que creía que Quintero lo había marcado para morir marcándole el número 8 en un mensáfono, un signo numérico de muerte en la religión de la santería desarrollada en Cuba. Ramón Alvero y su novia Daisy Ricard fueron asesinados a tiros porque Alvero no se había presentado a varios negocios de drogas.
Pardo fue detenido en un hospital de la ciudad de Nueva York, donde lo encontraron con una herida de bala en el pie. La bala coincidía con las encontradas en sus últimas víctimas. La herida se produjo durante el asesinato de Ricard cuando, tras dispararle una vez, la pistola Ruger de Pardo se encasquilló. Luego golpeó a Ricard con la pistola, provocando que la bala atascada se disparara en el pie de Pardo.
Cuando la policía registró la casa de Pardo, descubrió una colección de recuerdos nazis. En el juicio, los fiscales presentaron pruebas de que Pardo admiraba a Adolf Hitler y expresaba simpatías racistas contra judíos y negros. Pardo mantuvo hasta su muerte que su misión era librar a Florida de su cultura de las drogas matando a vendedores y compradores activos de drogas, admitiendo al menos seis de los nueve asesinatos.
Durante su juicio, en contra del consejo de sus abogados, Pardo testificó en su propia defensa. Afirmó: "Soy un soldado. Cumplí mi misión y humildemente te pido que me des la gloria de acabar con mi vida y no me envíes a pasar el resto de mis días en una prisión estatal". Pardo "reconoció que mató a las nueve víctimas, pero afirmó que las nueve víctimas eran traficantes de drogas que no tenían derecho a vivir y que le estaba haciendo un favor a la sociedad". El fiscal David Waxman, por su parte, sostuvo que Pardo era un “asesino a sangre fría” y, según el sitio del Fiscal del Condado de Clark, “El Estado presentó el caso de que Pardo y García eran narcotraficantes y estaban eliminando la competencia".
García fue declarado culpable de cuatro cargos de asesinato en primer grado y sentenciado a muerte. Sin embargo, ganó un nuevo juicio en 2002 porque, entre otras razones, afirmó que García no tenía participación en los asesinatos. Posteriormente, García se declaró culpable de cuatro cargos de asesinato en segundo grado, recibió una sentencia de 25 años y fue puesto en libertad el 5 de septiembre de 2002.
Pardo fue ejecutado en Florida el 11 de diciembre de 2012 mediante inyección letal, y fue declarado muerto a las 7:47 pm Manuel Pardo Jr. pasó un total de 26 años en el corredor de la muerte antes de su ejecución.

## En la cultura popular
En el videojuego de disparos de 2015 Hotline Miami 2: Wrong Number, uno de los personajes jugables es un detective de homicidios desquiciado del Departamento de Policía de Miami llamado Manny Pardo, basado libremente en su homónimo de la vida real, que usa su autoridad para seguir matando. Se muestra que Manny busca reconocimiento por sus crímenes, queriendo ser más infame que otros criminales violentos que aparecen en los titulares de las noticias en Miami. Poco a poco se revela que el detective Pardo es un asesino en serie apodado por la prensa como el "Mutilador de Miami", que investiga sus propios asesinatos. Cuando los crímenes de Pardo inicialmente no reciben mucha atención de los medios, intensifica la brutalidad de sus asesinatos para alcanzar notoriedad. Manny también mata a otros criminales que teme que obtengan más cobertura periodística que él.
Se ha especulado que Dexter Morgan, un asesino en serie ficticio y justiciero que trabaja como técnico forense en el Departamento de Policía de Miami, se inspiró en parte en Pardo debido a su parecido y su participación en las fuerzas del orden hasta cierto punto antes de sus asesinatos. y su vigilantismo.